# Canimated Nooz Pictorial, No. 4
Canimated Nooz Pictorial, No. 4 è un cortometraggio muto del 1916. Il nome del regista non viene riportato nei crediti.

## Produzione
Il film fu prodotto dalla Essanay Film Manufacturing Company.

## Distribuzione
Uscito in sala il 19 gennaio 1916, nelle proiezioni, veniva programmato con il sistema dello split reel, accorpato in un'unica bobina con un altro cortometraggio della Essanay, il documentario Scenes of Canadian Rockies.